# Sjöröd
Sjöröd är Södra Skånes scoutdistrikts lägerområde. Det ligger på Österlen vid Gyllebosjön. Lägerområdet är öppet för alla scoutkårer. På Sjöröd finns bl.a. en klättervägg, en vedeldad jordkällarbastu och badtunna samt en samarbetsbana.
På området anordnar Södra Skånes scoutdistrikt egna läger, området hyrs också ut till enskilda scoutkårer, lägerskolor och föreningar. Under perioder på sommaren när området inte har varit uthyrt så har det tidigare använts som vandrarhem. Numera hyrs anläggningen ut till privata och externa hyresgäster för exempelvis bröllop, jubileum och andra festligheter.
Området erbjuder rika möjligheter till friluftsliv och rekreation. 

## Historia
- Under 1800-talet var Sjöröd ett hemman underlydande Gyllebo säteri.
- Under mitten av 1900-talet bedrevs det fruktodling på området.
- Under 70-talet hölls något scoutläger på det då hyrda området.
- 1983 - köpte Södra Skånes scoutdistrikt området.
- 1995-1998 - gjordes stora upprustningar då man bland annat jämnade ut södra ängen och grävde ner den el-ledning som gick tvärs över området.
- 2003-2007 - Uppfräschning av området och byggnaderna. Klätterväggen rivs och byggs upp igen. Renovering av pionjärspår. Ombyggnad av toalettbyggnader. Området får en jordkällarbastu.
- 2004 - Första kårlägerveckan på Sjöröd.
- 2009 - Arbetet med att göra om köket till ett riktigt storkök påbörjas. Ny garagebyggnad uppförs.
- Genom en tillbyggnad får Sjöröd sina första vattenklossetter vilket ökar möjligheterna för den externa uthyrningen.
- 2011 - I samband med World Scout Jamboree på Rinkabyfältet arrangeras det på Sjöröd tre stycken Camp in Camp-läger.
- 2018 - Med medel från försäljningen av nedlagda Kiviks Scoutkårs stuga uppfördes en ny byggnad på Sjöröd som fått namnet Kivikshus.
- 2020 - Det första scoutkonfirmationslägret genomfördes på Sjöröd.

## Verksamheter på området

### Bäver och Miniorläger
Läger speciellt för bäver- och miniorscouter har hållits 2001-2005 och 2007. Anledningen till att det första Bäver och Miniorscoutlägret hölls, var att bäver- och miniorscouter inte kunde åka på lägret Scout 2001.

### Kårlägerveckor
Varje år sen 2004, förutom de år då det anordnats större läger på annan plats, så har det anordnats kårläger på Sjöröd. Då tillhandahåller området mat, slanor, ved och en programkatalog med olika aktivieter. Sjöröd har öppet för kårläger under två veckor på sommaren, under denna period får scoutkåren fritt välja när man vill vara på läger.
Detta underlättar för kårer med ledarbrist att kunna erbjuda sina scouter ett bra läger, då området tillhandahåller mycket av det som man är tvungen att fixa själv om man ska göra ett läger helt i egen regi.

### Konfirmationslägret Konfa Sjöröd
Sommaren 2020 genomfördes det första scoutkonfirmationslägret i distriktets regi på Sjöröd. 22 konfirmander och 10 ledare (inklusive präst) genomförde ett månadslångt konfirmationsläger med tydligt fokus på friluftsliv och helintegrerad konfirmationsundervisning. Under lägret användes scoutmetoden och frälsarkransen som huvudsakliga verktyg för att bära lägrets idé. Deltagarna fick under månaden sova såväl utomhus i tält, under bar himmel på strand, i hängmatta, tipi och även inomhus i sängar.